# Gerbillurus paeba
Gerbillurus paeba är en däggdjursart som först beskrevs av Andrew Smith 1836.  Gerbillurus paeba ingår i släktet Gerbillurus och familjen råttdjur. IUCN kategoriserar arten globalt som livskraftig. Inga underarter finns listade i Catalogue of Life.

## Utseende
Denna ökenråtta når en kroppslängd (huvud och bål) av 8,5 till 10,5 cm, en svanslängd av 10,2 till 12,5 cm och en vikt av 20 till 37 g. Den har 2,6 till 2,9 cm långa bakfötter och 1,6 till 1,9 cm stora öron. Pälsen på ovansidan kan vara rödorange, rödgrå eller ljus kanelbrun med några inblandade mörkare hår. Vanligen har ryggens päls samma färg som marken i reviret. På halsens och bålens undersida samt från extremiteternas nedre delar till tassarna förekommer vit päls. De runda öronen är bara glest täckta med hår. Vid varje öga finns en vit fläck. Gerbillurus paeba har fem fingrar respektive tår per hand respektive fot men lillfingret är påfallande litet. Djurets fotsulor är nästan helt täckta med päls. Honor har tre par spenar.

## Utbredning
Arten förekommer i södra Afrika från Namibia (inklusive Angolas sydvästra hörn), Botswana, Zimbabwe och Moçambique till Sydafrika. Habitatet utgörs av gräsmarker, buskskogar och trädgrupper. Den föredrar sandig mark eller annan jord som bildades under historisk tid.

## Ekologi
Individerna skapar underjordiska tunnelsystem och de är aktiva på natten. De äter främst frön. Honor kan para sig under alla årstider. Födan utgörs även av blad och insekter och sammansättningen är beroende på utbredning och årstid.
Djuret går på fyra fötter över marken och det kan göra upp till 26 cm långa hopp. Boets ingångar ligger gömda mellan växtligheten och de stängs inte med sand. I boet lagras födan. Exemplar i fångenskap är aggressiva mot varandra och därför antas att Gerbillurus paeba lever ensam när honan inte är brunstig. I laboratorium slog individerna med fötterna mot varandra och de försökte bita varandra. Efter parningen är honan cirka 21 dagar dräktig och sedan föds upp till 5 eller sällan 6 ungar. Ungarna är vid födelsen blinda och de öppnar sina ögon efter 14 till 18 dagar. Efter ungefär 21 dagar slutar honan med digivning. Modern lämnar boet bara i undantagsfall under de första dagarna efter födelsen.
Gerbillurus paeba jagas bland annat av fläckuv, av schabrakschakal och av genetter.